# Arto Lindsay
Arthur Morgan “Arto” Lindsay (Richmond, 28 maggio 1953) è un chitarrista, cantante e produttore discografico statunitense.
Pur essendo nato negli Stati Uniti, Lindsay ha vissuto gran parte della sua infanzia e della sua giovinezza in Brasile al seguito dei genitori, missionari presbiteriani.
Musicalmente è stato influenzato tanto dal tropicalismo di Caetano Veloso e Gilberto Gil, quanto dal free jazz e dalla musica sperimentale statunitense. Tra le influenze extramusicali è invece da ricordare il performer Vito Acconci.

## Biografia
Tornato negli Stati Uniti a metà degli anni settanta, è stato uno dei principali esponenti della no wave con i DNA, il suo primo gruppo di cui facevano parte anche Robin Lee Crutchfield alle tastiere e Ikue Mori alla batteria. La band, caratterizzata da sonorità cacofoniche ed estremamente sperimentali, è comparsa nel 1978 nella compilation No New York prodotta da Brian Eno. Il titolo di una delle loro tracce, Blonde Redhead, sarà scelto come loro nome dal noto, omonimo gruppo di alternative rock. Successivamente, insieme a John Lurie, Evan Lurie, Steve Piccolo e Tony Fier, ha dato vita ai Lounge Lizards, gruppo seminale per lo sviluppo del cosiddetto punk jazz.
Conosciuto per la sua voce sommessa e per il suo stile chitarristico rumoroso e atonale, Lindsay ha realizzato dischi e collaborazioni con alcuni dei più importanti musicisti dell'avanguardia newyorkese, tra i quali Brian Eno, Bill Frisell, Laurie Anderson, David Byrne e John Zorn.
Negli anni novanta ha recuperato la sua passione per la bossa nova collaborando con molti musicisti brasiliani, producendo tra gli altri i dischi di maggior successo di Marisa Monte.

## Discografia

### con i DNA

#### Compilation
- No New York (1978) - 4 tracce; artisti vari
- The Fruit of Original Sin (1981) - 3 tracce; artisti vari
- American Clavé Sampler (1993) - 1 traccia; artisti vari

#### EP
- A Taste of DNA (1981)

#### Live
- Last Live at CBGB's (1982)

### con i Lounge Lizards
- The Lounge Lizards (1981)

### con gli Ambitious Lovers
- Envy (1984)
- Greed (1988)
- Lust (1991)

### Solista

#### Album in studio
- O Corpo Sutil (The Subtle Body) (1996)
- Mundo Civilizado (1997)
- Noon Chill (1997)
- Prize (1999)
- Invoke (2002)
- Salt (2004)
- Cuidado Madame (2017)
- Charivari (2022)

#### Compilation
- Ecomixes (2000)
- Encyclopedia of Arto (2014)